# 佔領新機場
《佔領新機場》是日本電視台於2024年1月13日至3月16日播出的週六連續劇，是2023年電視劇《佔領大醫院》的續作，由櫻井翔主演。

## 登場人物

### 主要人物
- 武藏三郎〈41〉：櫻井翔[1]

### 武藏家
- 武藏裕子〈38〉：比嘉愛未[2]
- 武藏繪實理〈9〉：吉田帆乃華
- 武藏二葉〈51〉：奧貫薰[3]
- 武藏健一：本多遼

### 警察關係者
- 和泉櫻〈41〉：膳任[2]
- 志摩蓮司〈35〉：Gunpee（春とヒコーキ）[2]
- 川越和夫〈47〉：片桐仁[3]
- 本杏〈30〉：瀧内公美[3]
- 綾部朔〈28〉：吉田健悟

### 武裝集團「獸」
- 龍 / 駿河悠月 / 駿河蘭〈30〉：高橋瑪莉潤[4]
- 蛇 / 駿河紗季 / 駿河蓮〈30〉：宮本茉由[5]
- 雞 / 重原瀨奈〈28〉：山谷花純
- 虎 / 丹波一樹〈49〉：平山浩行[6]
- 猴 / 丹波直樹〈20〉：岩瀨洋志[6]
- 馬 / 堀江海斗〈35〉：竹內學[7]
- 豬 / 松長仁〈35〉：後藤剛範[7]
- 牛 / 掛川瑠美〈31〉：早彩[7]
- 兔 / 浜松奏〈20〉：安齊星來[4]
- 羊 / 浜松詩〈25〉：山本千尋[4]
- 鼠 / 新見大河〈26〉：傑西（SixTONES）[3][8]
- 犬 / 岩槻澪 / 狹山澪〈28〉：白石聖[3][9]

### 神奈川新機場
- 天童美香〈55〉：黑澤明日香[10]
- 宇和島健介〈45〉：濱津隆之[10]
- 米澤秀夫〈36〉：長田成哉[10]
- 白河巖〈60〉：俵木藤汰
- 久留米勝利〈42〉：富川一人[10]
- 庭瀨美月〈30〉：結城萌
- 壬生正雄 / 北見茂〈62〉：手塚透[3]
- 佐伯野野花〈31〉：福地亞紗美
- 矢代彩奈〈37〉：安宅陽子

### 其他人物
- 大和耕一：菊池風磨

## 製作團隊
- 編劇：福田哲平、蓼内健太
- 導演：大谷太郎、茂山佳則、伊藤彰記
- 音樂：蓋瑞蘆屋
- 主題曲：Snow Man 《W》（MENT RECORDING）[11]
- 總製作人：田中宏史
- 製作人：尾上貴洋
- 剪輯：高橋稔、梶原梓
- 攝影：高島一宗、中村純一、栗栖一貴、廿樂知美
- 製作協力：AX-ON
- 製作著作：日本電視台

## 播出日程
| 集數                                                                      | 播出日期 | 副標題 | 標題 | 導演     | 收視率 |
| ------------------------------------------------------------------------- | -------- | ------ | ---- | -------- | ------ |
| 第1話                                                                     | 1月13日  |        |      | 大谷太郎 | 7.5%   |
| 第2話                                                                     | 1月20日  |        |      | 大谷太郎 | 7.5%   |
| 第3話                                                                     | 1月27日  |        |      | 茂山佳則 | 7.1%   |
| 第4話                                                                     | 2月03日  |        |      | 茂山佳則 | 5.1%   |
| 第5話                                                                     | 2月10日  |        |      | 大谷太郎 | 6.6%   |
| 第6話                                                                     | 2月17日  |        |      | 伊藤彰記 | 5.4%   |
| 第7話                                                                     | 2月24日  |        |      | 茂山佳則 | 4.8%   |
| 第8話                                                                     | 3月02日  |        |      | 大谷太郎 | 7.2%   |
| 第9話                                                                     | 3月09日  |        |      | 伊藤彰記 | 6.6%   |
| 最終話                                                                    | 3月16日  |        |      | 大谷太郎 | 7.6%   |
| 平均收視率 6.5%（收視率由Video Research調查關東地區、家戶的即時統計資料） |          |        |      |          |        |

## 衍生劇集
2024年3月9日的電視劇第9集播出後，衍生劇集《佔領新機場前 Run,Mouse,Run!》於串流平台Hulu播放。第二集則在正篇最終回播出後播放。全2集。

### 登場人物（佔領新機場前）
- 新見大河：傑西

武裝集團「獸」成員之一・鼠。
- 和久田花穗：朝倉禮生

柏木中央醫院的醫師。
- 鷲尾徹：岡本篤

柏木中央醫院的醫師。
- 渡會茜：木越明

柏木中央醫院的護士。
- 若狹昇：稻葉友

柏木中央醫院的外科醫師。是佔領大醫院事件中的人質之一。
- 貫井Machika（貫井マチカ）：森川由樹

半年前發生的隨機傷人事件中第一位被害者。
- 芝原光子：藤井武美

隨機傷人事件的另一位被害者。
- 白鳥正志：三浦健人

隨機傷人事件的犯人。
- 新見百花：楠木杏

大河的姐姐。
- 主播：山本里咲（日本電視台主播）

### 製作團隊（佔領新機場前）
- 編劇：蓼内健太
- 導演：增田咲紀
- 配樂：蓋瑞蘆屋
- 總製作人：田中宏史
- 製作人：尾上貴洋、茂山佳則、毛塚俊太、岩崎秀紀
- 制作協力：AX-ON
- 制作著作：日本電視台

### 配信日程
| 各話 | 配信日  |
| ---- | ------- |
| 前編 | 3月9日  |
| 後編 | 3月16日 |

## 外部連結
- 官方网站－日本電視台 （日語）
  - 佔領新機場的X（前Twitter）
  - 佔領新機場的Instagram帳戶
  - 佔領新機場的TikTok

| 日本 日本電視台 週六連續劇                                  | 日本 日本電視台 週六連續劇                  | 日本 日本電視台 週六連續劇 |
| ----------------------------------------------------------- | ------------------------------------------- | -------------------------- |
|                                                             | 佔領新機場 （2024年1月13日－3月16日）       |                            |
| 稅調～「繳不了稅」是有原因的～ （2023年10月14日－12月23日） | 照亮城市風景的人 （2024年4月27日－6月29日） |                            |